# Groveport (Ohio)
Pour les articles homonymes, voir Groveport.
Groveport est une ville américaine située dans le comté de Franklin, dans l'Ohio. Selon le recensement de 2020, sa population est de 6 009 habitants.